# Neda (La Corogne)
Pour les articles homonymes, voir Neda.
Neda est une commune de la province de La Corogne en Espagne située dans la communauté autonome de Galice. La commune est située sur le Camino inglés, un des chemins secondaire du pèlerinage de Saint-Jacques-de-Compostelle qui commence à Ferrol.

## Personnalités liées
- Eugenio Serrano de Casanova (1841-1920), entrepreneur espagnol